# Partito Comunista di Turchia (2001)
Il Partito Comunista di Turchia (Türkiye Komünist Partisi, TKP) è un partito politico comunista turco. È noto come TKP dopo aver cambiato nome da Partito del Potere Socialista (Sosyalist İktidar Partisi, SİP) nel 2001. Il Partito si considera erede dello storico Partito Comunista di Turchia, nato nel 1920.

## Storia
In seguito all'apertura politica del 1992, il 7 novembre dello stesso anno fu fondato il Partito Socialista di Turchia (Sosyalist Türkiye Partisi, STP), che un anno dopo fu ribattezzato Partito del Potere Socialista (Sosyalist İktidar Partisi, SIP) e finalmente nel 2001, dopo l'abolizione del divieto di usare il termine "comunista" come nome di un partito, Partito Comunista di Turchia. Dal punto di vista legale, questo TKP non è la continuazione diretta del vecchio Partito Comunista, ma si rifà comunque all'esperienza del partito precedente.
Alla prima partecipazione elettorale nel 2002 il Partito ha ottenuto 60.000 voti; alle elezioni municipali di marzo 2004 è arrivato a 85.000 elettori. Alle elezioni locali del 2014, il TKP ha per la prima volta eletto un sindaco, con la vittoria ad Ovacık di Fatih Mehmet Maçoğlu.

## Scissioni
Dopo un periodo di lotte interne, il 15 luglio 2014 due fazioni rivali del TKP hanno raggiunto un accordo per congelare le attività del partito. Secondo tale accordo, nessuna delle due fazioni avrebbe utilizzato il nome e l'emblema del TKP. La fazione guidata da Erkan Baş e Metin Çulhaoğlu adottò il nome di Partito Comunista Popolare di Turchia (HTKP), mentre la fazione guidata da Kemal Okuyan e Aydemir Güler fondò il Partito Comunista (KP).
Il 22 gennaio 2017, il KP ha riassunto la denominazione di TKP. Il 7 novembre dello stesso anno, dall'esperienza del HTKP è nato il Partito dei Lavoratori di Turchia (TIP). A seguito delle elezioni parlamentari del 14 maggio 2023, il TIP ha eletto tramite proprie liste quattro rappresentanti in parlamento, affermandosi come unica forza politica comunista turca con una rappresentanza parlamentare eletta autonomamente.

## Presidenti
- Aydemir Güler (2001-2009)
- Erkan Baş (2009-2010)
- Leadership collettiva (dal 2010)